# Năsturelu
Năsturelu – wieś w Rumunii, w okręgu Teleorman, w gminie Năsturelu. W 2011 roku liczyła 1623 mieszkańców.